# Rodolfo González
Rodolfo González (Caracas, 14 de maio de 1986) é um automobilista venezuelano de corridas, que competiu na GP2 Series.

## Biografia
González começou a sua carreira no kart, e em 2003 competiu na F-Renault britânica, ascendendo à divisão principal em 2004.
Venceu a divisão principal da Fórmula 3 britânica em 2006, pela equipe T-Sport. No ano seguinte ficou em décimo-primeiro lugar pela mesma equipe. Ascendeu à F-3 Euroseries com a Carlin Motorsport, tendo conquistado meio ponto na chuvosa corrida de Le Mans.
Desde 2010, ele disputa a temporada regular da GP2, tendo iniciado sua passagem pela categoria como substituto do austríaco Andreas Zuber. Ainda em 2009, sucedeu Davide Rigon na equipe Trident Racing no GP da Alemanha.
Esteve também na primeira corrida da GP2 Ásia 2009/10 antes de ser substituído pelo espanhol Javier Villa. Retornou na última prova, no lugar do mexicano Sergio Pérez. Em 2010 foi contratado a tempo integral pela tradicional Arden. Seu melhor resultado foi um quarto lugar na corrida 2 de Spa-Francorchamps.
Em 2011, González retornou à Trident, após em 2010 ter feito testes com o Lotus T127, junto do búlgaro Vladimir Arabadzhiev.